# Conan de overweldiger
Conan de overweldiger (Engels: Conan the Usurper) is een fantasy/Sword & Sorcery-verhalenbundel van de Amerikaanse schrijvers Robert E. Howard en L. Sprague de Camp.

## Samenvatting
Conan de overweldiger is het achtste boek over Conan de Barbaar en bevat vier verhalen over de avonturen van Conan, waaronder de eerste twee Conan-verhalen die Howard schreef: De feniks op het zwaard en Scharlaken citadel. Het tweede verhaal, Wolven over de grens, is het enige Conan-verhaal dat vanuit de eerste persoon geschreven is. De ik-figuur uit dit verhaal heet Gault Hagars zoon uit de op de Picten veroverde grensprovincie Conajohara, een deel van het koninkrijk Aquilonië. Naar Conan wordt in dit verhaal wel verwezen, maar hij maakt niet actief deel uit van dit verhaal.

### De schat van Tranicos
(Engels: The Treasure of Tranicos, door Robert E. Howard en L. Sprague de Camp - 1953)
Conan is ontsnapt uit zijn gevangenschap bij de Adelaar-Picten, waarbij hij een hoofdman heeft gedood. Tijdens zijn lange vlucht dwars door de Pictische wildernis stoot Conan per ongeluk op de door kwaadaardige toverij beschermde schatkamer van de beruchte piraat Tranicos, ergens bij de kust van de Westelijke Oceaan.
Ondertussen zijn niet ver daarvandaan drie groepen in conflict met elkaar: aan de kust ligt het fort van de anderhalf jaar geleden uit Zingara gevluchte hertog Valenso van Korsetta. De hertog en zijn onderdanen worden bedreigd door twee groepen nieuwkomers: de piraten van de Broederschap van de Rode Hand onder leiding van Strombanni, en Zwarte Zarono (zie: Conan de vrijbuiter), boekanier des konings uit Zingara. Beiden zijn op zoek naar de schat van Tranicos.
Hertog Valenso ontdekt tegelijkertijd dat de man voor wie hij uit Zingara is gevlucht, hem toch weer heeft gevonden. Een zwarte schaduw sluipt rond bij het fort. Opeens breekt onverwachts een hevige storm los die Zarono's schip op de klippen verbrijzelt. Nadat de storm is uitgewoed overleggen de drie leiders met elkaar. Er wordt besloten de schat te delen, maar voordat ze op zoek kunnen gaan meldt zich een vierde partij: Conan. Hij weet waar de schat is en na wat discussies wordt besloten de schat dan maar door vier te delen.
Bij het fort ontdekken ze een gedode Pict, het hoofd aan een boom gespijkerd met Valenso's ketting eromheen gewonden. De hertog, die sinds de schaduw rondsluipt zichzelf niet is, kan geen verklaring geven. Conan gaat met de piraten op weg naar de schat. De hertog blijft in zijn fort en vertelt zijn nichtje Belesa wie de schaduw is: niemand anders dan de machtige Stygische tovenaar Thoth-Amon, aan wie hij een oude schuld heeft. Bij de schatkamer aangekomen worden de schatzoekers aangevallen door de Picten, die hun dode makker willen wreken. Ze vluchten naar het fort, op hun hielen gezeten door de Picten.
Die nacht sluipen de Picten het fort binnen en de strijd barst los. In het huis van de hertog vindt Conan Valenso dood, terwijl een demonische verschijning Belesa en het door haar onder de hoede genomen meisje Tina bedreigt. Conan doodt het monster met zilver en vuur, waarna de drie het fort uitvluchten. Zowel Zarono als Strombanni worden door de Picten vermoord. Op het strand worden ze opgepikt door een schip uit Poitain, dat naar Conan op zoek was. Aan boord bij zijn vrienden Prospero en Trocero hoort hij waarom: ze willen hem als aanvoerder om een rebellie te leiden tegen de tirannieke koning Numedides van Aquilonië. Met de schat van Tranicos zullen ze een leger op de been brengen.

### Wolven over de grens
(Wolves Beyond the Border, door Robert E. Howard en L. Sprague de Camp - 1967)
Tijdens de Aquilonische burgeroorlog is Gault Hagars zoon op weg naar Schohira om de rebellen van de loyaliteit van de provincie Thandara te verzekeren. Ze zullen meevechten met de legers van Conan tegen de royalisten. Dan herkent hij heer Valerius, die hij de vorige nacht samen met de sjamaan Teyanoga van de vijandige Picten zag. Valerius wordt gevangengezet maar wordt bevrijd door Kwadara, de heks van Skandara en geliefde van Valerius. Gault gaat met Hakon Stroms zoon en een aantal grensjagers achter hen aan. Ze worden overvallen en gevangengenomen. De meeste Picten gaan dan op weg om Aquilonië binnen te vallen. Gault en Hakon weten de twee achtergebleven bewakers en Teyanoga te doden en daarna te ontsnappen. Ze kunnen Teyanoga's demonische wapens tegen het Pictenleger gebruiken, waarbij ook heer Valerius omkomt. In Fort Kwanyara horen ze dat koning Numedides door Conan gedood is. Conan is de nieuwe koning van het machtige Aquilonië.

### De feniks op het zwaard
(The Phoenix on the Sword, door Robert E. Howard - 1932)
Ascalante beraamt de val van koning Conan. Niet de minsten heeft hij als medestanders: graaf Volmana van Karaban, commandant Gromel van het Zwarte Legioen, baron Dion van Attalus en de opruier en zanger Rinaldo. Samen met zijn Stygische slaaf Thoth-Amon, de gevallen meester tovenaar die na het verlies van zijn serpentenring zijn macht verloor, heeft hij een aanslag op de koning voorbereid. Terwijl de liederen van Rinaldo de barbarenkoning vervloeken en de vorige koning ophemelen, zal Conan worden gedood en baron Dion, die koninklijk bloed heeft, als nieuwe koning naar voren worden geschoven.
Ascalante stuurt Thoth-Amon naar Dion om deze in de gaten te houden, en deze blijkt de serpentenring in zijn bezit te hebben. De Stygiër doodt Dion en grijpt de ring, waarop zijn toverkracht terugkeert. In de slaapkamer van Conan ontvangt de koning een vreemd visioen: de vele eeuwen geleden gestorven Epemitreus de wijze vertelt hem dat hij tot grote daden is voorbestemd, maar dat hij hulp nodig zal hebben tegen de zwarte kunst van de slangengod Set. Epemitreus maakt het teken van de feniks op Conans zwaard, waarmee hij de zwarte dreiging zal kunnen vernietigen.
Wanneer Conan wakker wordt vallen de samenzweerders binnen. Twintig man vallen de koning aan. Conan doodt Gromel, Volmana, Rinaldo en zeker vijf anderen, voordat een groot zwart ding binnenkomt, dat wel wat van Thoth-Amon weg heeft. Het begint de samenzweerders uit te moorden. Als laatste grijpt het Ascalante, waarna het zich tegen Conan keert. Deze weet op het laatste moment met zijn feniks-zwaard het monster te steken, waarna het verdwijnt.

### Scharlaken citadel
(The Scarlet Citadel, door Robert E. Howard - 1933)
Koning Amalrus van Ophir vraagt koning Conan van Aquilonië om steun tegen de binnenvallende legers van koning Strabonus van Koth. In Ophir aangekomen blijken Amalrus en Strabonus samen een valstrik voor de Aquilonische koning te hebben opgezet. Met 30.000 man hakken ze de 5.000 ruiters van Conan in de pan. De Kothische tovenaar Tsotha-lantha beheerst de twee verraderlijke koningen en hij laat Conan naar zijn scharlakenrode citadel in de herbouwde stad Khorshemish brengen. Hij wil Conan dwingen de macht over te dragen aan prins Arpello van Pellia, maar de koning weigert en wordt in de catacomben vastgebonden. Conan kan zich bevrijden en redt een andere gevangene. Dit blijkt de tovenaar Pelias te zijn, die al tien jaar door Tsotha's creaturen wordt gemarteld. Ze ontsnappen uit de catacomben en Pelias laat Conan naar de Aquilonische hoofdstad Tarantia brengen, waar Conan de door zichzelf tot koning uitgeroepen Arpello doodt.
Conan leidt zijn leger tegen de legers uit Ophir en Koth, die de grensstad Shamar belegeren. 1.900 ridders, 5.000 Bossonische boogschutters en 4.000 piekeniers vallen het invasieleger aan. Na een eerste slachting door de Bossonische boogschutters, die de vijandige Shemitische boogschutters vrijwel volkomen uitroeien en ook de Kothische speerdragers decimeren, worden de Kothische gelederen in wanorde uiteen geslagen door de beste infanterie van het Thuriaans continent, de piekeniers van de Gundermannen. De numeriek veel sterkere cavalerie van generaal Arbanus valt dan het Aquilonische leger aan. Ondanks grote verliezen door Bossonische boogschutters en de infanterie van de Gundermannen stoot een nog steeds groter leger invallers op de Aquilonische ruiterij met koning Conan aan het hoofd. Een stalen Aquilonische wig rijt de vijandelijke gelederen uit elkaar. Prospero van Poitain doodt koning Amalrus, de voetsoldaten breken de laatste eilandjes van zich nog verzettende vijandelijke infanterie en Conan weet de schedel van koning Strabonus te splijten. De invallers verliezen de moed, helemaal nadat de legioenen uit Shamar aan de strijd deelnemen. Het gevecht wordt een slachting wanneer de laatste resten van het ooit zo grote leger in de rivier de Tybor worden gedreven. Tsotha is de rivier over kunnen steken en wordt achtervolgd door Conan, die hem het hoofd afslaat. De invallers zijn vernietigd en Conans koninkrijk is gered.